# Kelvin
El kelvin (símbol: K) és la unitat de temperatura del sistema internacional i n'és una de les seves set unitats bàsiques. L'escala Kelvin és una escala de temperatura termodinàmica (absoluta) on el zero absolut, la teòrica absència d'energia, és zero (0 K). Aquesta unitat rep el nom en honor del físic, matemàtic i enginyer britànic William Thomson (1824 - 1907), que va ser nomenat Lord Kelvin, i que va escriure sobre la necessitat d'una "escala de temperatura termodinàmica".
A diferència dels graus Fahrenheit i dels graus Celsius, el kelvin no és un "grau", ni tampoc ha d'escriure's amb el símbol dels graus. El nom correcte de la unitat és kelvin (començat amb minúscula), i no grau Kelvin, i el símbol és K i no °K, com de vegades s'escriu per analogia amb el grau Celsius. El kelvin va ser definit el 1954 com a grau kelvin en la 10a Conferència General de Pesos i Mesures. Per decisió presa el 1967 en la 13a CGPM el nom esdevé l'actual kelvin.

## Definició
El kelvin es defineix basant-se en 2 factors,
1. Zero kelvin es correspon amb el zero absolut, que és la temperatura mínima que es pot aconseguir, i es correspon amb la manca de moviment a nivell molecular. Aquesta temperatura equival a –273,15 graus Celsius, i a –459,67 graus Fahrenheit.
2. Un kelvin és exactament 1/273,16 de la temperatura termodinàmica del punt triple de l'aigua. Una diferència d'un kelvin és equivalent a la d'un grau Celsius, actualment, l'escala Celsius es defineix a partir del kelvin i el grau Celsius és una unitat derivada del SI.

El 2007 la 23a CGPM adoptà una resolució en la qual aclaria que l'aigua a la qual es refereix la definició del kelvin ha de tenir una composició isotròpica concreta.

### Escales de temperatura
Actualment es fan servir tres escales de temperatura. L'escala Celsius és la més utilitzada en tot el món. En aquesta escala, en condicions de pressió estàndard, el gel es fon a 0 graus Celsius, i l'aigua bull a 100 graus Celsius. Alguns països utilitzen l'escala Fahrenheit. El gel es fon a 32 graus Fahrenheit, i l'aigua bull a 212 graus Fahrenheit. Es poden fer servir les següents fórmules de conversió: F = C * 9/5 +32 i C =5/9 * (F -32). Cal remarcar que 40 graus sota zero en l'escala Celsius és també 40 graus sota zero en l'escala Fahrenheit.
La temperatura més baixa que hi pot haver és aproximadament –273 graus en l'escala Celsius. La temperatura reflecteix l'energia dels àtoms i molècules, principalment el seu moviment, i ha d'haver-n'hi un mínim, és a dir, un punt en el qual deixen de moure's totalment. (La teoria termodinàmica diu que aquest límit no es pot assolir del tot, però sí que ens hi podem aproximar.) Aquesta teòrica temperatura més baixa se l'anomena "zero absolut".
La temperatura representa —a grans trets— el moviment dels àtoms, i no s'explicaria l'existència de temperatures negatives més que per la definició més o menys arbitrària de les escales existents. Per evitar les temperatures negatives, es va introduir l'escala Kelvin i és aquesta l'escala oficial en el món científic. El sistema internacional de mesures (SI) té set unitats bàsiques, i una n'és el kelvin. En l'escala Kelvin, llavors, no hi ha temperatures negatives. En l'escala Kelvin té sentit dir, per exemple, que una temperatura és el doble d'una altra (en la Celsius això no té sentit, per les unitats arbitràries seleccionades). Això té rellevància en diversos càlculs, com per exemple, el cicle de Carnot (eficiència de màquines de calor), o en la pressió o volum de gasos perfectes.
D'altra banda, en laboratoris s'han aconseguit temperatures d'uns quants nanokèlvins -és a dir, mil milionèsimes de kèlvins a sobre del zero absolut. A aquestes temperatures, algunes substàncies entren en un estat de la matèria anomenat condensació de Bose-Einstein: encara s'estan investigant les propietats d'aquest estat de la matèria.
| Conversió de                                                 | a          | Fórmula             |
| ------------------------------------------------------------ | ---------- | ------------------- |
| Celsius                                                      | Fahrenheit | °F = °C⋅1,8 +32     |
| Fahrenheit                                                   | Celsius    | °C = (°F -32) / 1,8 |
| Celsius                                                      | kelvin     | K = °C + 273,15     |
| kelvin                                                       | Celsius    | °C = K –273,15      |
| Calculadora per convertir unitats de temperatura (en anglès) |            |                     |

### Escala kelvin de temperatura
L'escala de temperatura Celsius és, per definició, la temperatura absoluta amb un decalatge respecte a l'origen de 273,15 K:
{\displaystyle T=\theta +273{,}15\,} on {\displaystyle \theta \,} és la temperatura en graus Celsius i {\displaystyle T\,}la temperatura en kèlvins.
El zero absolut és situat a – 273,15 °C. Els intervals de l'escala en graus Celsius són idèntics als de l'escala kelvin.
L'escala Fahrenheit és una escala anglosaxona afí a l'escala Celsius:
{\displaystyle t'=32+1{,}8t\,} on {\displaystyle t'\,}és la temperatura en graus Fahrenheit i {\displaystyle t\,}la temperatura en graus Celsius.
La inversa de la temperatura és un paràmetre que forma part d'algunes fórmules; els físics utilitzen el paràmetre β definit com:
{\displaystyle \beta ={\frac {1}{k_{B}T}}\,} on {\displaystyle k_{B}\,}és la constant de Boltzmann.
Cada escala de temperatura presenta alguns avantatges respecte a les altres, d'aquí que encara coexisteixin.

### Unitats SI derivades
| Magnitud                  | Nom                       | Símbol   | Expressió en unitats SI bàsiques |
| ------------------------- | ------------------------- | -------- | -------------------------------- |
| Conductivitat tèrmica     | watt per metre kelvin     | W/(m·K)  | m·kg·s–3·K–1                     |
| Entropia                  | joule per kelvin          | J/K      | m²·kg·s–2·K–1                    |
| Capacitat tèrmica màssica | joule per kilogram kelvin | J/(kg·K) | m²·s–2·K–1                       |

- Unitat de conductivitat tèrmica: watt per metre kelvin (W/(m·K)) és la conductivitat tèrmica d'un cos homogeni i isòtrop, en què una diferència de temperatura d'1 kelvin entre dos plans paral·lels, d'àrea 1 metre quadrat i distants 1 metre, produeix entre aquests plans un flux tèrmic d'1 watt.
- Unitat d'entropia: joule per kelvin (J/K) és l'augment d'entropia d'un sistema que rep una quantitat de calor d'1 joule, a la temperatura termodinàmica constant d'1 kelvin, sempre que en el sistema no tinga lloc cap transformació irreversible.
- Unitat de capacitat tèrmica màssica: joule per kilogram kelvin (J/(kg·K)) és la capacitat tèrmica màssica d'un cos homogeni d'una massa d'1 kilogram, en el qual l'aportació d'una quantitat de calor d'un joule produeix una elevació de temperatura termodinàmica d'1 kelvin.

## Convencions tipogràfiques i d'ús

### Majúscules, ús del plural, i convencions escrites
Quan es fa referència a la unitat kelvin (o a una temperatura específica o a un interval de temperatura), el nom kelvin sempre s'escriu amb una k minúscula llevat que sigui la primera paraula en una frase. En català, considerant que és una paraula adaptada, la forma de plural és: kèlvins. Quan la referència és a l'escala Kelvin, la paraula kelvin –que és normalment un nom– amb funcions d'adjectiu que modifica el nom escala, s'escriu amb majúscula inicial.
Fins a la 13a Conferència General de Pesos i Mesures (CGPM) el 1967-1968, la unitat kelvin era designada com un grau, igual que les altres escales de temperatura de l'època. Es distingia de les altres escales amb el sufix adjectivador Kelvin («grau Kelvin») o amb absolut («grau absolut») i el seu símbol era °K. Aquesta última denominació (grau absolut), que va ser el nom oficial de la unitat des de 1948 fins a 1954: era bastant ambigua perquè també es podria interpretar com referida a l'escala Rankine. Abans de la 13a CGPM, la forma plural era graus absoluts. La 13a CGPM convertia el nom en simplement kelvin (símbol K). L'omissió de grau indica que no és relatiu a un punt de referència arbitrari com les escales Celsius i Fahrenheit, sinó més aviat una unitat absoluta de mesura que es pot manipular algebraicament (p. ex., multiplicant per dos per indicar dues vegades la quantitat d'"energia" disponible entre graus elementals de llibertat del sistema).

### Format i tipus de lletra pel símbol K
El símbol del «kelvin» sempre és una lletra majúscula no cursiva: K. En la convenció SI, tots els símbols que porten el nom d'una persona es posen en majúscula; en el cas del kelvin, la majúscula només el distingeix del símbol del prefix del SI "quilo", que té la k minúscula com el seu símbol. L'admonició en contra de posar en cursiva el símbol K s'aplica a tots els símbols d'unitat de SI; només els símbols de variables i constants (p. ex., P de pressió, i c de 299.792.458 m/s) es posen en cursiva en articles científics i d'enginyeria. Com passa amb la majoria dels altres símbols d'unitats del SI hi ha un espai entre el valor numèric i el símbol «kelvin» (p. ex., "99.987 K")

### El caràcter especial kelvin Unicode
Unicode proporciona un caràcter compatible Unicode per al kelvin a: U+212A (decimal 8490), compatible amb les codificacions CJK que proporcionen tal caràcter. A sota, en text granatós, està el caràcter kelvin seguit immediatament per un K majúscula simple:
K K
Vist en els ordinadors que pròpiament donen suport a Unicode, el text citat pot ser similar al text de sota (la mida en pot variar):
La descomposició bàsica d'aquest caràcter és U+004B (K majúscula), així alguns navegadors poden simplement mostrar una "K" al seu lloc a causa de la normalització Unicode.

### Ús barrejat d'escales Kelvin i Celsius en articles tècnics
En articles tècnics de ciència i enginyeria, les escales Celsius i Kelvin són sovint utilitzades simultàniament en el mateix article (p. ex., ... el seu valor mesurat era de 0.01023 °C amb una incertesa de 70 µK...). Aquesta pràctica és permissible perquè el grau Celsius és un nom especial del kelvin i la magnitud del grau Celsius és exactament igual a la del kelvin. Malgrat que la resolució 3 de la 13a CGPM manifesta que «un interval de temperatura també es pot expressar en graus Celsius», la pràctica d'utilitzar simultàniament tant °C com K està estesa per tot el món científic, i l'ús de les formes prefixades del SI del grau Celsius (com ara µ°C o micrograus Celsius) per a expressar un interval de temperatura no ha estat àmpliament adoptat.

## Història de l'escala Kelvin

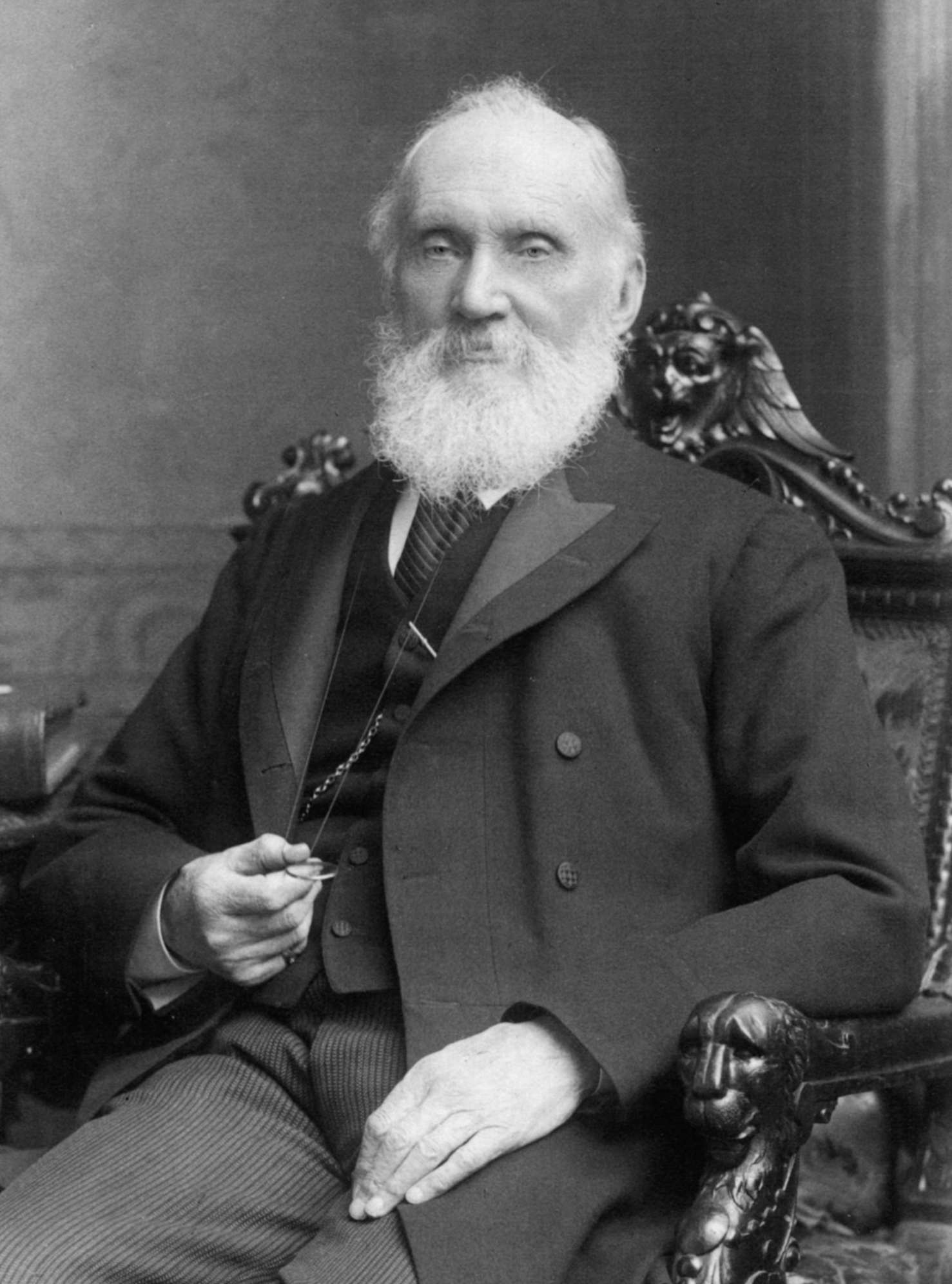
Lord Kelvin

Algunes de les fites històriques en el desenvolupament de l'escala Kelvin i de la seva unitat, el kelvin:
- 1848: William Thomson, primer Baró de Kelvin escrivia al seu diari Sobre l'escala termomètrica absoluta, de la necessitat d'una escala on "el fred infinit" (zero absolut) fos el punt nul de l'escala, i que utilitzés el grau Celsius pel seu increment d'unitat.[11] Aquesta escala absoluta és coneguda avui com l'escala de temperatura termodinàmica de Kelvin. És notable que el valor de Thomson de –273,15 s'obtingués de fet de 0,00366, que era el coeficient d'expansió acceptat del gas per grau Celsius relatiu al punt de congelació. L'invers de –0,00366 expressat amb cinc dígits significatius és –273,22 °C que és extraordinàriament a la vora del valor veritable de –273,15 °C.

- 1954: La resolució 3 del 10è CGPM donava a l'escala Kelvin la seva moderna definició, designant el punt triple de l'aigua com el seu segon punt que defineix i assigna la seva temperatura a exactament 273,16 graus Kelvin.[12]

- 1967/1968: La resolució 3 de la 13a CGPM va rebatejar l'increment de la temperatura termodinàmica com a kelvin, símbol K, que reemplaçava grau absolut, símbol °K.[10] A més, és útil per definir més explícitament la magnitud de l'increment, la 13a CGPM també afirma a resolució 4 que El kelvin, unitat de temperatura termodinàmica, és igual a la fracció 1/273,16 de la temperatura termodinàmica del punt triple de l'aigua.[13]

- 2005: El Comitè Internacional de Pesos i Mesures (CIPM), un comitè del CGPM, afirmava que per als propòsits de delinear la temperatura del punt triple de l'aigua, la definició de l'escala de temperatura termodinàmica Kelvin es referiria a l'aigua amb una composició isotòpica especificada a la Vienna Standard Mean Ocean Water (VSMOW).[14]

## El zero absolut
El zero absolut és la temperatura corresponent a 0 kelvin o, cosa que és el mateix, –273,15 graus a l'escala Celsius. Aquesta temperatura va interessar molts científics d'ençà que Guillaume Amontons va teoritzar sobre la seva existència l'any 1702: segons ell, havia d'existir una temperatura mínima sota de la qual era impossible arribar. La història del zero absolut és més llarga i de fet comença amb la recerca de la relació entre la temperatura i el volum d'un gas. El 1702 Amontons ja va preveure la relació de proporcionalitat entre temperatura i volum d'un gas a pressió constant. El 1787 Jacques Charles va tornar a estudiar el tema i el 1802 Joseph-Louis Gay-Lussac va publicar la llei que afirmava el que havia previst Guillaume Amontons sense fer referència al treball no publicat de Charles, motiu pel qual generalment s'anomena llei de Charles.

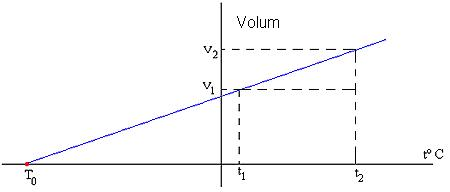
Gràfica de la relació temperatura-volum

Un cop trobada la relació entre la temperatura i el volum d'un gas van veure que per força hi havia d'haver un límit de temperatura, i la idea del zero absolut surt de la funció que relaciona temperatura i volum i arriba un moment en què el volum és 0, com que el volum no pot ser negatiu se sap que la temperatura mínima és aquella en què la funció talla l'eix X quan el volum és 0: –273 °C.
Els intents d'arribar al zero absolut sempre s'han quedat a les portes, Johann Heinrich Lambert (1728-1777) es va quedar a 3 °C, i actualment les màquines frigorífiques es queden a 0,15 °C d'aconseguir-ho, la raó és que les molècules de la càmera, en arribar a aquesta temperatura, no tenen energia suficient per fer que la temperatura baixi encara més.
Allà on fa més fred en tot l'univers és a l'espai exterior, on la temperatura se situa al voltant de 3 graus per sobre del zero absolut. No s'arriba al zero perquè sembla que la calor que va produir el big-bang, l'explosió que va crear l'univers, es troba difosa per tot arreu i evita que la temperatura a l'espai sigui inferior als 3 kèlvins. La mesura d'aquesta temperatura és una de les evidències més importants de què va tenir lloc el big-bang. Actualment, en alguns laboratoris avançats com ara el Massachusetts Institute of Technology s'han pogut assolir temperatures de l'ordre de bilionèsimes de kelvin (és a dir, 0,0000001 K). Però no s'aconsegueix arribar al zero absolut, ja que arribar-hi és del tot impossible des del punt de vista pràctic. De fet el tercer principi de la termodinàmica ja afirma que el zero absolut és inaconseguible. Aquest principi diu que no podem arribar al zero absolut mitjançant cap procediment que consti d'un nombre finit d'etapes, o sigui que ens hi podem acostar tant com vulguem, però mai hi arribarem del tot.

## Condensat de Bose-Einstein.

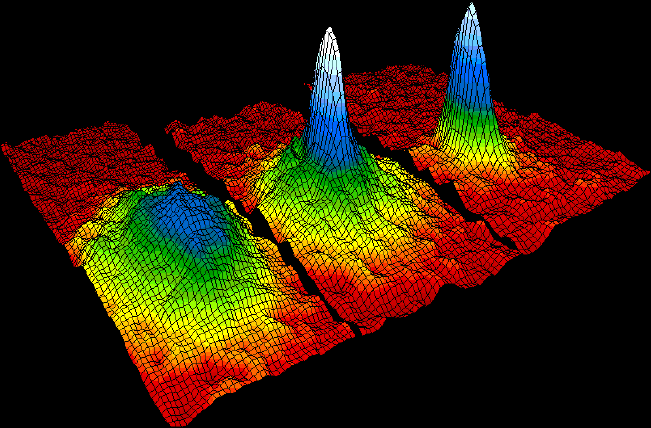
Dades de la distribució de velocitat d'un gas d'àtoms de rubidi, que confirmen la descoberta d'una fase nova de matèria, el condensat Bose-Einstein. Esquerra: just abans de l'aparició d'un condensat Bose-Einstein. Centre: just després de l'aparició del condensat. A la dreta: després de l'evaporació, deixant una mostra de condensat gairebé pur.

S'ha esmentat que existeix una relació entre la temperatura i la pressió del gas i per refredar un gas fins al zero absolut, si el volum es manté constant, la pressió disminueix a mesura que el gas es refreda. Des d'un punt de vista teòric, doncs, la pressió arribaria a fer-se nul·la a la temperatura de 0 kelvin i les molècules deixarien de bellugar-se.
A temperatures properes a 0 kelvin, la matèria presenta propietats inusuals, com ara la superconductivitat, la superfluïdesa i la condensació de Bose-Einstein. Els materials superconductors no presenten resistència al pas de corrent elèctric quan són refredats per sota d'una temperatura determinada. Així per exemple, a 4 kelvin (–269 °C) el mercuri se solidifica i pot conduir el corrent elèctric sense oferir cap mena de resistència. Per la seva banda, l'heli conegut com a heli 4 (la seva massa atòmica és de 4) presenta un estat de superfluïdesa a temperatures per sota de –270,98 °C, de manera que forma una pel·lícula sobre la superfície dels recipients per on hi flueix sense resistència. És a dir, es comporta com si tingués una viscositat nul·la.
L'any 2001 els científics Eric Cornell i Carl Wieman van rebre ex aequo el premi Nobel de Física amb Wolfgang Ketterle pels seus estudis sobre els condensats de Bose-Einstein, tipificats com un nou estat d'agregació de la matèria que presenten certs materials a temperatures molt baixes. El 1995 Cornell i Weiman havien refredat una petita mostra d'àtoms fins a només algunes bilionèsimes de kelvin (0,000.000.001) sobre el zero absolut. Els superconductors i els superfluïds són exemples d'aquests condensats.
A temperatures normals, els àtoms se solen trobar distribuïts en nivells d'energia (nivells quàntics) diferents. A prop del zero absolut de temperatura, el qual representa l'estat de menor energia possible, alguns tipus d'àtoms (els del mercuri, per exemple) es troben tots en els nivells d'energia mínims. De fet allò més interessant és que tots es troben en el mateix nivell d'energia (el mateix nivell quàntic). En aquesta situació, comencen a fer quelcom similar a fusionar-se, tots els àtoms perden la seva individualitat i ocupen de sobte el mateix lloc. Podríem dir que els àtoms condensen al nivell d'energia mínim. Aquest sorprenent fet és el que dona propietats especials als condensats de Bose-Einstein. Els criòstats són sofisticats aparells que permeten arribar a temperatures pròximes al zero absolut. Estan extremadament ben aïllats de l'exterior i es comercialitzen diferents models en funció de l'interval de temperatures que es pretén assolir. Si es vol treballar a temperatures no inferiors a 0,7 kelvin, es poden fer servir criòstats que utilitzin heli líquid. Per assolir temperatures per sota de 0,7 kelvin, aleshores no n'hi ha prou amb l'heli líquid i calen camps magnètics.

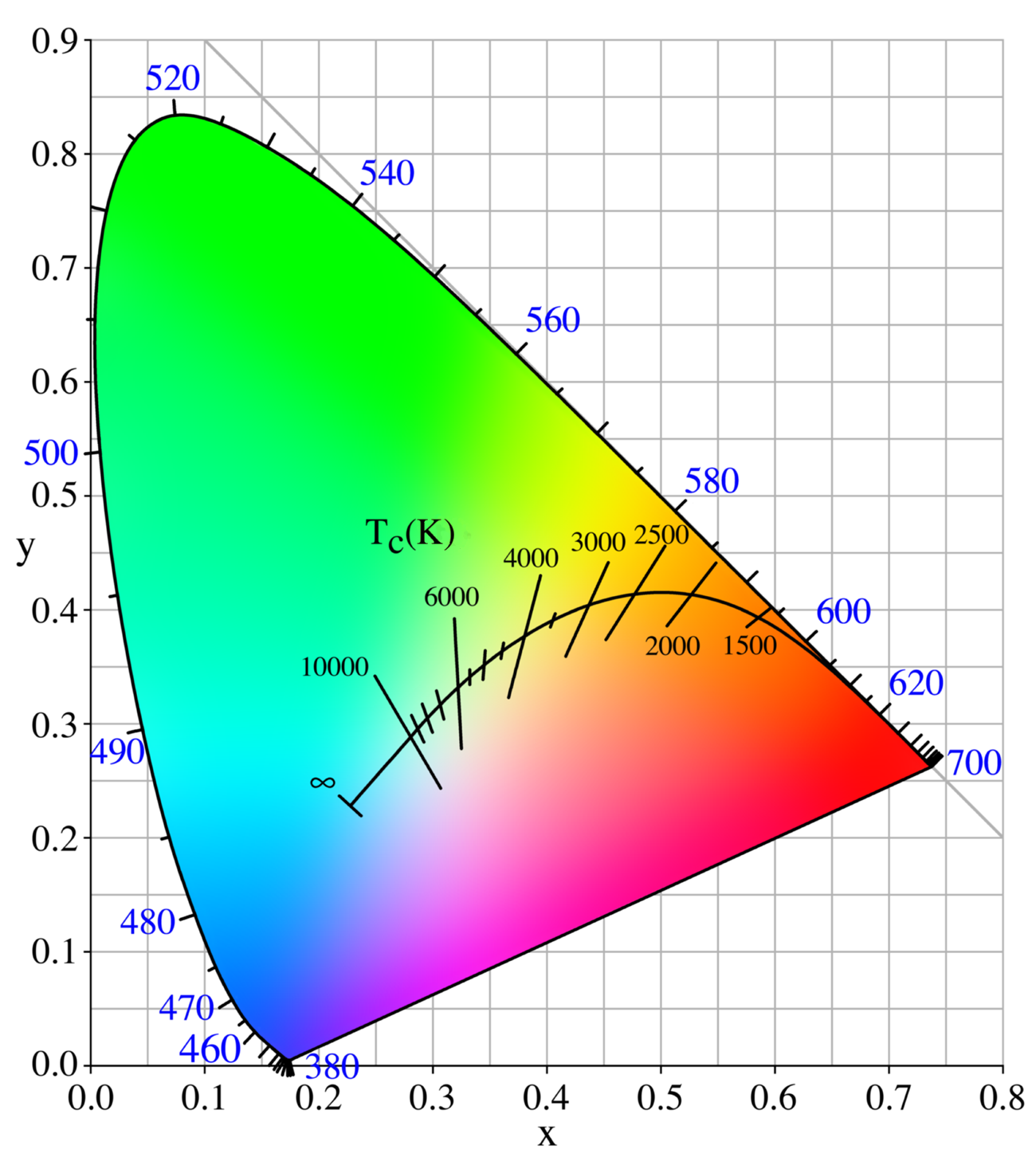
CIE (1931) diagrama cromàtic xy incloent el Plackian locus amb indicacions de les temperatures. Les longituds d'ones monocromàtiques són indicades en blau.

En qualsevol cas, hom pot imaginar que mesurar valors de temperatura propers al zero absolut no és gens fàcil i els termòmetres que s'utilitzen no tenen res a veure amb els convencionals.
La criogènia té aplicacions molt interessants i útils, com ara el seu ús terapèutic en casos de Parkinson. Mitjançant una sonda criogènica es congela de forma selectiva el teixit del cervell afectat per la malaltia a fi de destruir-lo. També, l'ús de la criogènia en operacions de cataractes ha obert noves possibilitats de curar-les.

## Temperatura de color
La temperatura de color permet determinar la temperatura (efectiva o virtual) d'una font de llum. Es mesura en kèlvins.
El kelvin s'utilitza sovint en la mesura de la temperatura de color de fonts de llum a partir del seu color. La temperatura de color es basa en el principi que un cos negre teòric escalfat emet llum el color de la qual depèn de la temperatura de l'emissor. Els cossos negres amb temperatures per sota d'aproximadament 4.000 K semblen vermellosos mentre que els que estan per sobre d'aproximadament 7.500 K semblen blavosos.
El color aparent d'una font lluminosa varia del vermell ataronjat de la flama d'una espelma (1.850 K) a blavenc en el cas d'un flaix electrònic (entre 5.000 i 6.500 K segons els fabricants) encara que algunes d'aquestes temperatures no tinguin cap relació amb la temperatura del cos negre.
La temperatura de color és important en els camps de projecció d'imatge i fotografia on una temperatura de color d'aproximadament 5.500 K requereix combinar amb emulsions de pel·lícula de la llum del dia. En astronomia, la classificació estel·lar de les estrelles i el seu lloc en el Diagrama de Hertzsprung-Russell estan basats, en part, a la seva temperatura de superfície, coneguda com a temperatura eficaç. La fotosfera del Sol, per exemple, té una temperatura eficaç de 5.778 K.
Aquesta variació de color de la llum en un mateix dia només és amb la llum artificial i sovint amb aparells complexos i costosos. Relativitza la noció de normalitat de la llum natural.
Per apreciar l'aspecte i la qualitat de la llum convé associar a la temperatura de color l'índex de rendiment de color o IRC, xifra entre 0 i 100 qualificant el respecte dels colors.
|  | Diferents temperatures de color : - Sol a l'horitzó 2.000 K - Làmpada de sodi 2.200 K - Làmpada d'incandescència 2.400 a 2.700 K - Làmpada fluorescent blanca calor 2.700 a 3.000 K - Làmpades als halogenurs metàl·lics 3.000 a 4.200 K - Làmpada halògena 3.000 a 3.200 K - Làmpada fluorescent blanc neutre 3.900 a 4.200 K - Sol al zenit 5.800 K - Làmpada fluorescent llum del dia 5.400 a 6.100 K - Llum natural normalitzada 5.000 K (D50) o 6.500 K (D65) |

### Marcatge de les làmpades

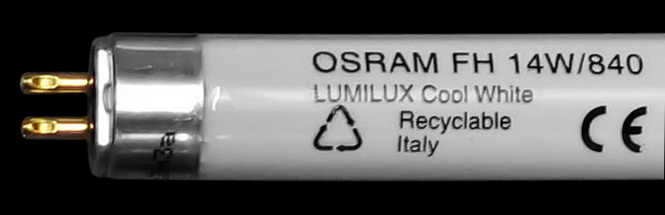
Tub fluorescent amb un marcatge 840 indicant un IRC de 80 a 90 i una temperatura de color de 4.000 K (Blanc neutre)

Algunes làmpades com els fluorescents poden tenir diferents temperatures de color segons l'ambient lluminós buscat. Es troben doncs en aquestes làmpades indicacions reagrupant a la vegada l'índex de rendiment dels colors i de la temperatura de color. Per exemple la majoria de les làmpades fluocompactes venudes al gran públic tenen el codi 827. La xifra 8 indica un índex de rendiment de color (IRC) entre 80 i 90 i la xifra 27 designa la temperatura de color de 2.700 K. Aquestes làmpades tenen doncs un rendiment de color correcte i una temperatura de color a prop de les d'incandescència. Es troben les mateixes làmpades amb els codis 830, 840 o 865 designant làmpades de 3.000, 4.000 o 6.500 K. Les làmpades marcades 9xx (930, 940, 950 i 965) designen igualment làmpades de 3.000, 4.000, 5.000 o 6.500 K, però amb un IRC superior al 90%. Tenen un rendiment de color superior, utilitzable per treballs de precisió (protèsi dental, impremta, tèxtil, museografia, fotografia, taules lluminoses) sense risc de metamerisme.